# السفارة السعودية في غانا
سفارة المملكة العربية السعودية في غانا، هي بعثة دبلوماسية سعودية تقع العاصمة اكرا ويترأس البعثة سفير خادم الحرمين الشريفين سلطان بن عبدالرحمن الدخيل. العنوان: رقم 10 شارع نوي فيتريك حي رومان ريدج حي مباني السفارات – منطقة المطار السكنية.

## سفراء السعودية في غانا
| السفير                    | الفترة من   | ملاحظات |
| ------------------------- | ----------- | ------- |
| سلطان بن عبدالرحمن الدخيل | يناير 2023  | [ 1 ]   |
| مشعل بن حمدان الروقي      | فبراير 2019 | [ 2 ]   |

## وصلات خارجية
- موقع سفارة المملكة العربية السعودية السعودية في غانا
- وزارة الخارجية السعودية (بالعربية)
- Ministry of Foreign Affairs of Kingdom of Saudi Arabia (بالإنجليزية)